# Šmihel, Nova Gorica
Šmihel je naselje v Mestni občini Nova Gorica.